# San Giovanni Bianco

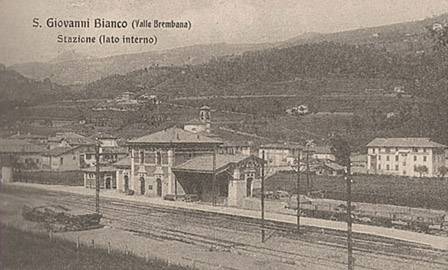
Estació de trens de San Giovanni Bianco

San Giovanni Bianco (San Gioàn Biànch, en dialecte bergamesc) és una municipi de la província de Bèrgam a la regió italiana de la Lombardia, situada a uns 60 km al nord-est de Milà i a uns 20 km al nord de Bèrgam, en plena Val Brembana.